# رغاس
رَغَّاس جنس من الخنافس في الفصية العومية. الجنس موطنه المنطقة الأفرو-استوائية والقطب الشمالي بما في ذلك أوروبا والشرق الأدنى وشمال أفريقيا والمنطقة الآسيوية. تعيش في البحيرات والمناقع والأهوار
ومجاري الماء القليلة الانسياب. قوتها كل ما تيسر لها من مواد عضوية حية كانت أو ميتة. يرقاتها مائية قانصة مؤذية. لا تعف عن سرء السمك.